# LNFA Serie B 2015
La LNFA Serie B 2015 è l'11ª edizione del campionato di football americano di secondo livello, organizzato dalla FEFA.

## Squadre partecipanti
| Club                   | Città               | Stadio | Sponsor ufficiale | Risultato nella stagione 2014 |
| ---------------------- | ------------------- | ------ | ----------------- | ----------------------------- |
| Barberá Rookies        | Barberà del Vallès  |        |                   |                               |
| Barcelona Búfals       | Barcellona          |        |                   |                               |
| Camioneros de Coslada  | Coslada             |        |                   |                               |
| Coyotes de Santurtzi   | Santurtzi           |        |                   |                               |
| Las Rozas Black Demons | Las Rozas de Madrid |        |                   |                               |
| Granada Lions          | Granada             |        |                   |                               |
| Murcia Cobras          | Murcia              |        | Plasbel           |                               |
| Reus Imperials         | Reus                |        |                   |                               |
| Zaragoza Hornets       | Saragozza           |        |                   |                               |
| Zaragoza Hurricanes    | Saragozza           |        |                   |                               |

## Stagione regolare

### Grupo Par
|   |                      | BUF   | COY   | COB  | IMP   | HOR  |
| 1 | Barcelona Búfals     |       | 14–0  | 20–7 | 0–32  | 14–8 |
| 2 | Coyotes de Santurtzi | 38–6  |       | 14–7 | 0–19  | 8–14 |
| 3 | Murcia Cobras        | 20–13 | 19–16 |      | 14–34 | 26–0 |
| 4 | Reus Imperials       | 42–0  | 28–14 | 20–7 |       | 21-7 |
| 5 | Zaragoza Hornets     | 10-0  | 0–8   | 0–15 | 9–20  |      |

### Grupo Impar
|   |                        | ROO   | CAM  | LIO   | BDE   | HUR   |
| 1 | Barberá Rookies        |       | 30–7 | 24–20 | 30–0  | 27–13 |
| 2 | Camioneros de Coslada  | 6–7   |      | 9–26  | 13–7  | 21–6  |
| 3 | Granada Lions          | 22–28 | 26–7 |       | 20–27 | 36–2  |
| 4 | Las Rozas Black Demons | 7–21  | 19–2 | 9–17  |       | 12–21 |
| 5 | Zaragoza Hurricanes    | 0–24  | 0–39 | 33–62 | 0–41  |       |

### Calendario

#### 1ª giornata
| 17-18 gennaio 2015 | Las Rozas Black Demons | 7 – 21 referto | Barberá Rookies |  |

| 17-18 gennaio 2015 | Camioneros de Coslada | 21 – 6 referto | Zaragoza Hurricanes |  |

| 17-18 gennaio 2015 | Reus Imperials | 28 – 14 referto | Coyotes de Santurtzi |  |

| 17-18 gennaio 2015 | Barcelona Búfals | 14 – 8 referto | Zaragoza Hornets |  |

#### 2ª giornata
| Calatayud 24 gennaio 2015, ore 18:00 | Zaragoza Hurricanes | 33 – 62 | Granada Lions | Ciudad Deportiva |

| Santurtzi 25 gennaio 2015, ore 11:00 | Coyotes de Santurtzi | 14 – 7 | Murcia Cobras | IMD Santurtzi |

| Reus 25 gennaio 2015, ore 11:00 | Reus Imperials | 42 – 0 | Barcelona Búfals | Campo de Fútbol La Pastoreta |

| Coslada 25 gennaio 2015, ore 12:00 | Camioneros de Coslada | 13 – 7 | Las Rozas Black Demons | Polideportivo Valleaguado |

#### 3ª giornata
| Las Rozas de Madrid 7 febbraio 2015, ore 18:00 | Las Rozas Black Demons | 12 – 21 referto | Zaragoza Hurricanes | Estadio de Rugby El Cantizal |

| Barberà del Vallès 8 febbraio 2015, ore 11:00 | Barberá Rookies | 24 – 20 referto | Granada Lions | Estadio Municipal de Barberá |

| Barcellona 8 febbraio 2015, ore 11:30 | Barcelona Búfals | 14 – 0 referto | Coyotes de Santurtzi | Campo de la Barceloneta |

| Villanueva de Gállego 8 febbraio 2015, ore 12:00 | Zaragoza Hornets | 0 – 15 referto | Murcia Cobras | Campo Municipal |

#### 4ª giornata
| Barberà del Vallès 15 febbraio 2015, ore 10:30 | Barberá Rookies | 27 – 13 referto | Zaragoza Hurricanes | Estadio Municipal de Barberá |

| Murcia 15 febbraio 2015, ore 11:00 | Murcia Cobras | 14 – 34 referto | Reus Imperials | Estadio Monte Romero |

| Maracena 15 febbraio 2015, ore 12:00 | Granada Lions | 26 – 7 referto | Camioneros de Coslada | Campo Municipal |

| Villanueva de Gállego 15 febbraio 2015, ore 12:00 | Zaragoza Hornets | 0 – 8 referto | Coyotes de Santurtzi | Campo Municipal |

#### 5ª giornata
| Reus 1º marzo 2015, ore 11:00 | Reus Imperials | 21 – 7 referto | Zaragoza Hornets | Campo de Fútbol La Pastoreta |

| Murcia 1º marzo 2015, ore 11:00 | Murcia Cobras | 20 – 13 referto | Barcelona Búfals | Estadio Monte Romero |

| Coslada 1º marzo 2015, ore 12:00 | Camioneros de Coslada | 6 – 7 referto | Barberá Rookies | Polideportivo Valleaguado |

| Maracena 1º marzo 2015, ore 12:00 | Granada Lions | 20 – 27 referto | Las Rozas Black Demons | Campo Municipal |

#### 6ª giornata
| 7-8 marzo 2015 | Barberá Rookies | 30 – 0 referto | Las Rozas Black Demons |  |

| 7-8 marzo 2015 | Zaragoza Hurricanes | 0 – 39 referto | Camioneros de Coslada |  |

| 7-8 marzo 2015 | Zaragoza Hornets | 10 – 0 referto | Barcelona Búfals |  |

| 7-8 marzo 2015 | Coyotes de Santurtzi | 0 – 19 referto | Reus Imperials |  |

#### 7ª giornata
| Las Rozas de Madrid 21 marzo 2015, ore 18:00 | Las Rozas Black Demons | 19 – 2 referto | Camioneros de Coslada | Estadio de Rugby El Cantizal |

| Murcia 22 marzo 2015, ore 11:00 | Murcia Cobras | 19 – 16 referto | Coyotes de Santurtzi | Estadio Monte Romero |

| Maracena 22 marzo 2015, ore 12:00 | Granada Lions | 36 – 2 referto | Zaragoza Hurricanes | Campo Municipal |

| Barcellona 22 marzo 2015, ore 13:00 | Barcelona Búfals | 0 – 32 referto | Reus Imperials | Campo de la Barceloneta |

#### 8ª giornata
| Santurtzi 29 marzo 2015, ore 11:00 | Coyotes de Santurtzi | 38 – 6 referto | Barcelona Búfals | IMD Santurtzi |

| Murcia 29 marzo 2015, ore 11:00 | Murcia Cobras | 26 – 0 referto | Zaragoza Hornets | Estadio Monte Romero |

| Calatayud 29 marzo 2015, ore 11:30 | Zaragoza Hurricanes | 0 – 41 referto | Las Rozas Black Demons | Ciudad Deportiva |

| Maracena 29 marzo 2015, ore 12:00 | Granada Lions | 22 – 28 referto | Barberá Rookies | Campo Municipal |

#### 9ª giornata
| Calatayud 12 aprile 2015, ore 11:00 | Zaragoza Hurricanes | 0 – 24 referto | Barberá Rookies | Ciudad Deportiva |

| Reus 12 aprile 2015, ore 11:00 | Reus Imperials | 20 – 7 referto | Murcia Cobras | Campo de Fútbol La Pastoreta |

| Santurtzi 12 aprile 2015, ore 11:00 | Coyotes de Santurtzi | 8 – 14 referto | Zaragoza Hornets | IMD Santurtzi |

| Coslada 12 aprile 2015, ore 14:00 | Camioneros de Coslada | 9 – 26 referto | Granada Lions | Polideportivo Valleaguado |

#### 10ª giornata
| Barberà del Vallès 19 aprile 2015, ore 11:00 | Barberá Rookies | 30 – 7 referto | Camioneros de Coslada | Estadio Municipal de Barberá |

| Barcellona 19 aprile 2015, ore 11:00 | Barcelona Búfals | 20 – 7 referto | Murcia Cobras | Campo de la Barceloneta |

| Villanueva de Gállego 19 aprile 2015, ore 12:00 | Zaragoza Hornets | 9 – 20 referto | Reus Imperials | Campo Municipal |

| Las Rozas de Madrid 19 aprile 2015, ore 13:00 | Las Rozas Black Demons | 9 – 17 referto | Granada Lions | Estadio de Rugby El Cantizal |

### Classifica
La classifica della regular season è la seguente:
- PCT = percentuale di vittorie, G = partite giocate, V = partite vinte,  P = partite perse, PF = punti fatti, PS = punti subiti

#### Grupo Par
| Pos. | Squadra              | PCT   | G | V | N | P | PF  | PS  |
| ---- | -------------------- | ----- | - | - | - | - | --- | --- |
| 1    | Reus Imperials       | 1.000 | 8 | 8 | 0 | 0 | 216 | 51  |
| 2    | Murcia Cobras        | .500  | 8 | 4 | 0 | 4 | 115 | 117 |
| 3    | Coyotes de Santurtzi | .375  | 8 | 3 | 0 | 5 | 98  | 107 |
| 4    | Barcelona Búfals     | .375  | 8 | 3 | 0 | 5 | 67  | 157 |
| 5    | Zaragoza Hornets     | .250  | 8 | 2 | 0 | 6 | 48  | 112 |

#### Grupo Impar
| Pos. | Squadra                | PCT   | G | V | N | P | PF  | PS  |
| ---- | ---------------------- | ----- | - | - | - | - | --- | --- |
| 1    | Barberá Rookies        | 1.000 | 8 | 8 | 0 | 0 | 191 | 75  |
| 2    | Granada Lions          | .625  | 8 | 5 | 0 | 3 | 229 | 139 |
| 3    | Las Rozas Black Demons | .375  | 8 | 3 | 0 | 5 | 122 | 124 |
| 4    | Camioneros de Coslada  | .375  | 8 | 3 | 0 | 5 | 104 | 121 |
| 5    | Zaragoza Hurricanes    | .125  | 8 | 1 | 0 | 7 | 75  | 262 |

## Playoff

### Tabellone
|  | Wild Card              | Wild Card              | Wild Card              |                        |                 | Semifinali      | Semifinali      | Semifinali |  |  | XI Final de la LNFA Serie B | XI Final de la LNFA Serie B | XI Final de la LNFA Serie B |  |
|  |                        |                        |                        |                        |                 |                 |                 |            |  |  |                             |                             |                             |  |
|  |                        |                        |                        |                        |                 | Barberá Rookies | Barberá Rookies | 28         |  |  |                             |                             |                             |  |
|  |                        |                        |                        |                        |                 | Barberá Rookies | Barberá Rookies | 28         |  |  |                             |                             |                             |  |
|  |                        |                        | Las Rozas Black Demons | Las Rozas Black Demons | 21              |                 |                 |            |  |  |                             |                             |                             |  |
|  | Murcia Cobras          | Murcia Cobras          | Las Rozas Black Demons | Las Rozas Black Demons | 21              | 14              |                 |            |  |  |                             |                             |                             |  |
|  | Murcia Cobras          | Murcia Cobras          |                        |                        |                 |                 |                 |            |  |  |                             |                             |                             |  |
|  | Las Rozas Black Demons | Las Rozas Black Demons | 27                     |                        |                 |                 |                 |            |  |  |                             |                             |                             |  |
|  | Las Rozas Black Demons | Las Rozas Black Demons | 27                     |                        | Barberá Rookies | Barberá Rookies | 20              |            |  |  |                             |                             |                             |  |
|  |                        |                        |                        |                        |                 |                 |                 |            |  |  |                             |                             |                             |  |
|  |                        |                        | Reus Imperials         | Reus Imperials         | 24              |                 |                 |            |  |  |                             |                             |                             |  |
|  |                        |                        |                        | Reus Imperials         | 24              |                 |                 |            |  |  |                             |                             |                             |  |
|  |                        |                        |                        |                        |                 |                 |                 |            |  |  |                             |                             |                             |  |
|  |                        |                        |                        |                        |                 |                 |                 |            |  |  |                             |                             |                             |  |
|  |                        | Reus Imperials         | Reus Imperials         | 48                     |                 |                 |                 |            |  |  |                             |                             |                             |  |
|  |                        |                        |                        | 48                     |                 |                 |                 |            |  |  |                             |                             |                             |  |
|  |                        |                        | Granada Lions          | Granada Lions          | 7               |                 |                 |            |  |  |                             |                             |                             |  |
|  | Granada Lions          | Granada Lions          | Granada Lions          | Granada Lions          | 7               | 46              |                 |            |  |  |                             |                             |                             |  |
|  | Granada Lions          | Granada Lions          |                        |                        |                 |                 |                 |            |  |  |                             |                             |                             |  |
|  | Coyotes de Santurtzi   | Coyotes de Santurtzi   | 13                     |                        |                 |                 |                 |            |  |  |                             |                             |                             |  |

### Wild Card
| Murcia 2 maggio 2015, ore 17:00 | Murcia Cobras | 14 – 27 referto | Las Rozas Black Demons | Estadio José Barnés |

| Maracena 3 maggio 2015, ore 12:00 | Granada Lions | 46 – 13 referto | Coyotes de Santurtzi | Campo Municipal |

### Semifinali
| Reus 16 maggio 2015, ore 17:00 | Reus Imperials | 48 – 7 referto | Granada Lions | Campo de Fútbol La Pastoreta |

| Barberà del Vallès 17 maggio 2015, ore 11:00 | Barberá Rookies | 28 – 21 referto | Las Rozas Black Demons | Complejo Deportivo Can Llobet |

### XI Final de la LNFA Serie B
| Reus 30 maggio 2015, ore 18:00 | Barberá Rookies | 20 – 24 referto | Reus Imperials | Camp De Futbol Reddis |

## XI Final de la LNFA Serie B

### Spareggio promozione
| Barcellona 13 giugno 2015, ore 17:00 | L'Hospitalet Pioners | 35 – 54 referto | Barberá Rookies | Estadi Municipal Joan Serrahima |

### Spareggio retrocessione
| Villanueva de Gállego 14 giugno 2015, ore 11:00 | Zaragoza Hornets | 13 – 7 referto | Alicante Sharks | Campo Municipal |

## Verdetti
- Reus Imperials Campioni della LNFA Serie B 2015 e promossi in Serie A
- Barberá Rookies promossi in Serie A
- L'Hospitalet Pioners retrocessi dalla Serie A
- Zaragoza Hurricanes retrocessi in serie C
- Zaragoza Hornets non retrocessi in serie C
- Gijón Mariners promossi dalla Serie C
- Alicante Sharks non promossi dalla Serie C